# Chachacha (Mufulira)
Chachacha è un ward dello Zambia, parte della Provincia di Copperbelt e del Distretto di Mufulira.